# 杨超 (1911年)
杨超（1911年12月—2007年5月9日）原名李文彥，男，四川达县人，中华人民共和国政治人物。曾任中共四川省委书记（非第一書記）、四川省政协副主席、主席，第五、六、七届全国人大代表。

## 生平
1911年12月生。1929年夏起，先后参加成都学生运动、广汉暴动、北平互济会和上海社研、文研的活动，并于1932年5月加入中共，任上海法南区委宣传部干事。1932年7月被國民政府逮捕。1937年因第二次国共合作獲釋，赴延安工作。
1937年10月起，在延安中央党校、马列学院学习和工作，曾任哲学教研室副主任，并参加毛泽东领导的哲学小组。後任中共中央辦公廳秘书科长、中央宣传部文委秘书、中央社会部指导科长、重庆办事处情报科长。
1945年隨毛澤東、周恩來參與重慶談判，留重慶任中共四川省委委員、社會部部長，繼續從事情報工作。1946年回延安，1947年任川干队政治部主任。
1949年，任中共中央統戰部一室主任、周恩來政治秘書，從事新政協和中华人民共和国开国大典的籌備工作。
1950年主動申請返回四川工作，任瀘州地委書記。1952年任全国总工会西南办事处副主任、主任，1954年任四川省总工会主席，1956年任中共四川省委候补常委，1957年任省委工业部部长，1958年任西昌工业区建设委员会主任。1959年任省委常委，1960年任省计委主任，1961年任省委书记处书记，1963年任副省长。
文化大革命初期受迫害，後於1971年秋恢復工作。1972年起，历任省革委会办事组副组长、生产建设办公室副主任、省推广沼气领导小组副组长。1974年12月任省委书记。1977年冬兼西昌规划开发委员会主任，同年任省政协副主席、省委党校校长。1978年1月兼任攀枝花市委第一书记。
1983年1月任省政协主席，1983年2月任省顾委常委。1987年7月離休。

## 兴办沼气
杨超曾任四川省推广沼气领导小组副组长。1974年，时任陕西延川县梁家河村党支书的习近平读到《人民日报》“四川省大办沼气”报道，决定赴四川取经。杨超同习近平父习仲勋在延安熟识，热情安排习近平赴南充等地学习。因在梁家河兴办沼气成功，习近平被评为先进、获推荐入清华大学就读。
遂宁市海龙村现被辟为中共党史教育基地，设有“沼气陈列馆”“中国沼气之父杨超生平馆”。